# Wojciech Borzobohaty

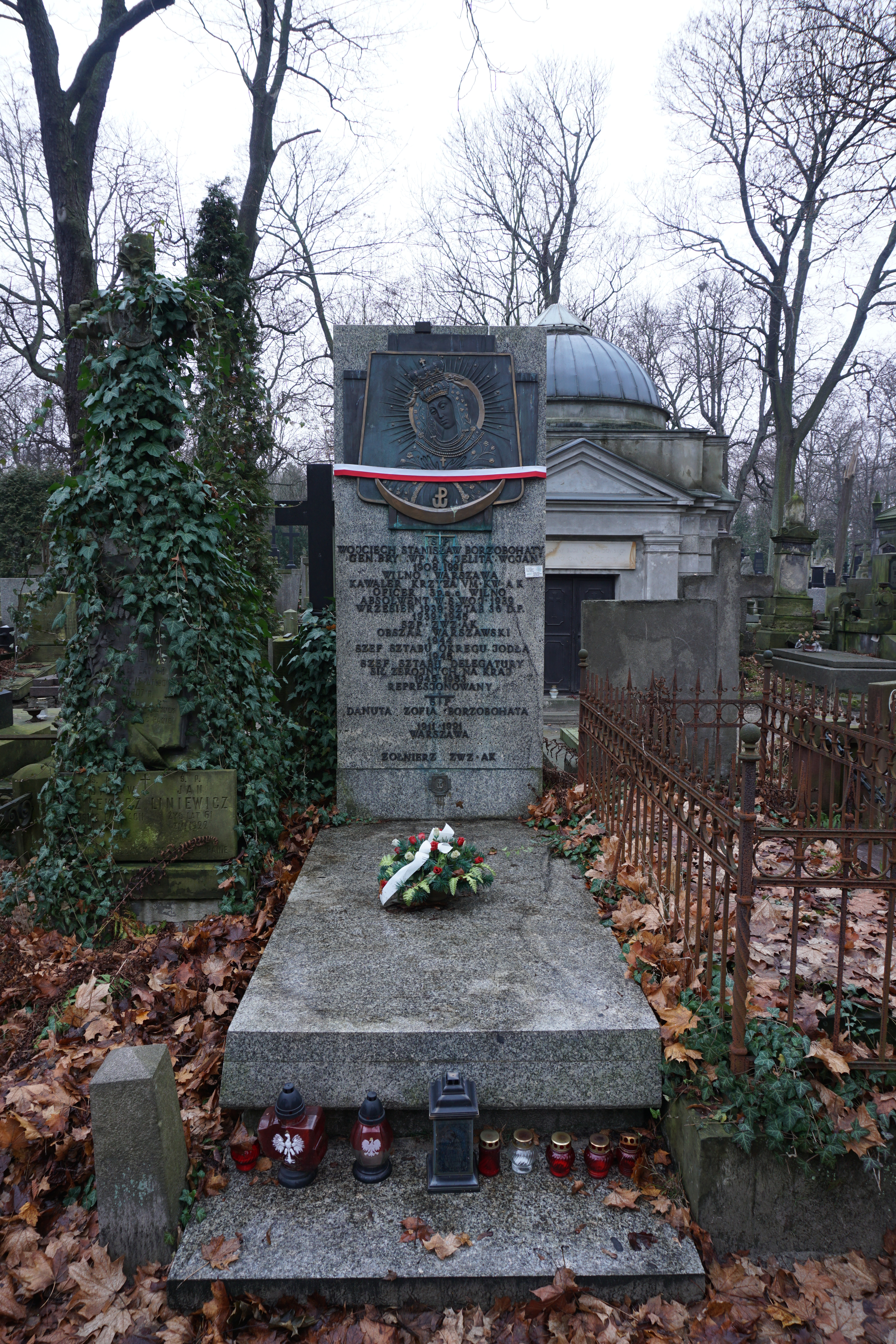
Grób Wojciecha Borzobohatego na cmentarzu Powązkowskim

Wojciech Stanisław Borzobohaty ps. Jelita, Stanisław, Wojan (ur. 19 lipca 1908 w Wilnie, zm. 10 stycznia 1991 w Warszawie) – podporucznik artylerii Wojska Polskiego, podpułkownik Polskich Sił Zbrojnych, pierwszy prezes Zarządu Głównego Światowego Związku Żołnierzy AK.

## Życiorys
Wojciech Stanisław Borzobohaty urodził się 19 lipca 1908 roku w Wilnie, w rodzinie Konstantego Franciszka herbu Jelita (1863–1927) i Marii Dominiki Szrejber (1873–1942). Miał dziewięcioro rodzeństwa m.in. brata Adama Borzobohatego oraz siostry Kazimierę Radziszewską i Marię Woźnicką.
W latach 1927–1930 był słuchaczem Szkoły Podchorążych Artylerii w Toruniu. 15 sierpnia 1930 roku Prezydent RP Ignacy Mościcki mianował go podporucznikiem ze starszeństwem z dniem 15 sierpnia 1930 roku i 10. lokatą w korpusie oficerów artylerii, a Minister Spraw Wojskowych Józef Piłsudski przydzielił do 3 pułku artylerii ciężkiej w Wilnie. W latach 1937–1939 był słuchaczem Wyższej Szkoły Wojennej w Warszawie. Po ukończeniu studiów został przydzielony do dowództwa 12 Dywizji Piechoty w Tarnopolu. W sierpniu 1939 roku otrzymał przydział mobilizacyjny do dowództwa 36 Dywizji Piechoty (Rezerwowej) na stanowisko oficera operacyjnego. 7 września 1939 roku został ranny. 12 września został przydzielony do Oddziału III Sztabu Armii „Lublin”. Na tym stanowisku pełnił służbę do kapitulacji armii w dniu 20 września, po zakończonej „pierwszej” bitwy pod Tomaszowem Lubelskim.
27 września 1939 roku przybył do Warszawy, gdzie zastała go kapitulacja stolicy. Od pierwszych dni okupacji w Służbie Zwycięstwu Polski, następnie w ZWZ–AK. Pełnił kolejno funkcje szefa Wydziału III Dowództwa SZP–ZWZ Okręgu Warszawa-Miasto, szefa Wydziału III Sztabu Komendy Obszaru Warszawskiego ZWZ-AK, a od jesieni 1943 roku, w stopniu majora, szefa sztabu-zastępcy komendanta Okręgu Radomsko-Kieleckiego AK. We wrześniu 1944 roku awansował na podpułkownika.
Od kwietnia 1945 roku był szefem sztabu delegata Sił Zbrojnych na Kraj, płk. dypl. Jana Rzepeckiego. Ponownie ranny i aresztowany w czerwcu 1945 roku.
12 grudnia 1945 roku Wojskowy Sąd Okręgowy w Warszawie skazał go na karę śmierci. Prezydent RP Bolesław Bierut w akcie łaski zamienił mu karę śmierci na karę 10 lat pozbawienia wolności. Wolność odzyskał w 1953 roku, lecz dopiero 14 maja 1965 roku został zrehabilitowany przez Sąd Najwyższy.
Pracował społecznie w Kole Historycznym i w Podkomisji Weryfikacyjnej Zarządu Głównego Związku Bojowników o Wolność i Demokrację do Spraw Odznaczeń Żołnierzy byłego Okręgu Radomsko-Kieleckiego AK. Autor książki „Jodła” Okręg Radomsko-Kielecki ZWZ-AK 1939–1945 (1984). Współtwórca Stowarzyszenia Żołnierzy AK. Wybrany w maju 1990 roku na prezesa Światowego Związku Żołnierzy Armii Krajowej powołanego na Zjeździe zjednoczeniowym działających od marca 1989 roku krakowskiego Związku Żołnierzy AK i warszawskiego Stowarzyszenia Żołnierzy AK.
Żonaty z Danutą Zofią Pulwarską, sierżantem Polskich Sił Zbrojnych na Zachodzie, odznaczoną Krzyżem Srebrnym Orderu Virtuti Militari, z którą miał syna Wojciecha.
Pochowany 17 stycznia 1991 roku na cmentarzu Powązkowskim w Warszawie (kwatera 34-5-10). W uroczystościach pogrzebowych wziął udział ówczesny wiceminister Obrony Narodowej, a późniejszy Prezydent RP, Bronisław Komorowski.
Prezydent RP Lech Wałęsa mianował go pośmiertnie generałem brygady i uhonorował Krzyżem Komandorskim Orderu Odrodzenia Polski.

## Ordery i odznaczenia
- Krzyż Srebrny Orderu Wojennego Virtuti Militari nr 12388
- Krzyż Komandorski Orderu Odrodzenia Polski (pośmiertnie)
- Krzyż Walecznych – dwukrotnie
- Krzyż Armii Krajowej